# Xanthorhoe orophylloides
Xanthorhoe orophylloides är en fjärilsart som beskrevs av Hudson 1909. Xanthorhoe orophylloides ingår i släktet Xanthorhoe och familjen mätare. Inga underarter finns listade i Catalogue of Life.